# Gravidade induzida
A gravidade induzida (ou gravidade emergente) é uma ideia na gravidade quântica de que a curvatura do espaço-tempo e sua dinâmica surgem como uma aproximação de campo médio de graus microscópicos de liberdade subjacentes, semelhante à aproximação da mecânica dos fluidos dos condensados de Bose-Einstein. O conceito foi originalmente proposto por Andrei Sakharov em 1967.
A ideia de Sakharov de gravidade induzida permite explicar a origem estatística-mecânica da entropia de um buraco negro.